# Stegodon
Stegodon este un gen al subfamiliei dispărute Stegodontinae din ordinul Proboscidea. Stegodonii au populat  multe părți ale Asiei, în perioada 11.6 mln. de ani în urmă și până la sfârșitul Pleistocenului, cu înregistrări neconfirmate ale unor populații regionale până acum 4.100 ani. 
Fosile cel mai adesea se regăsesc în Asia și Africa centrală, în straturile de Pliocen și până la Neogen (Taiwan). La nivel local au viețuit pe teritoriul Indoneziei de azi, în Holocen.

## Referințe

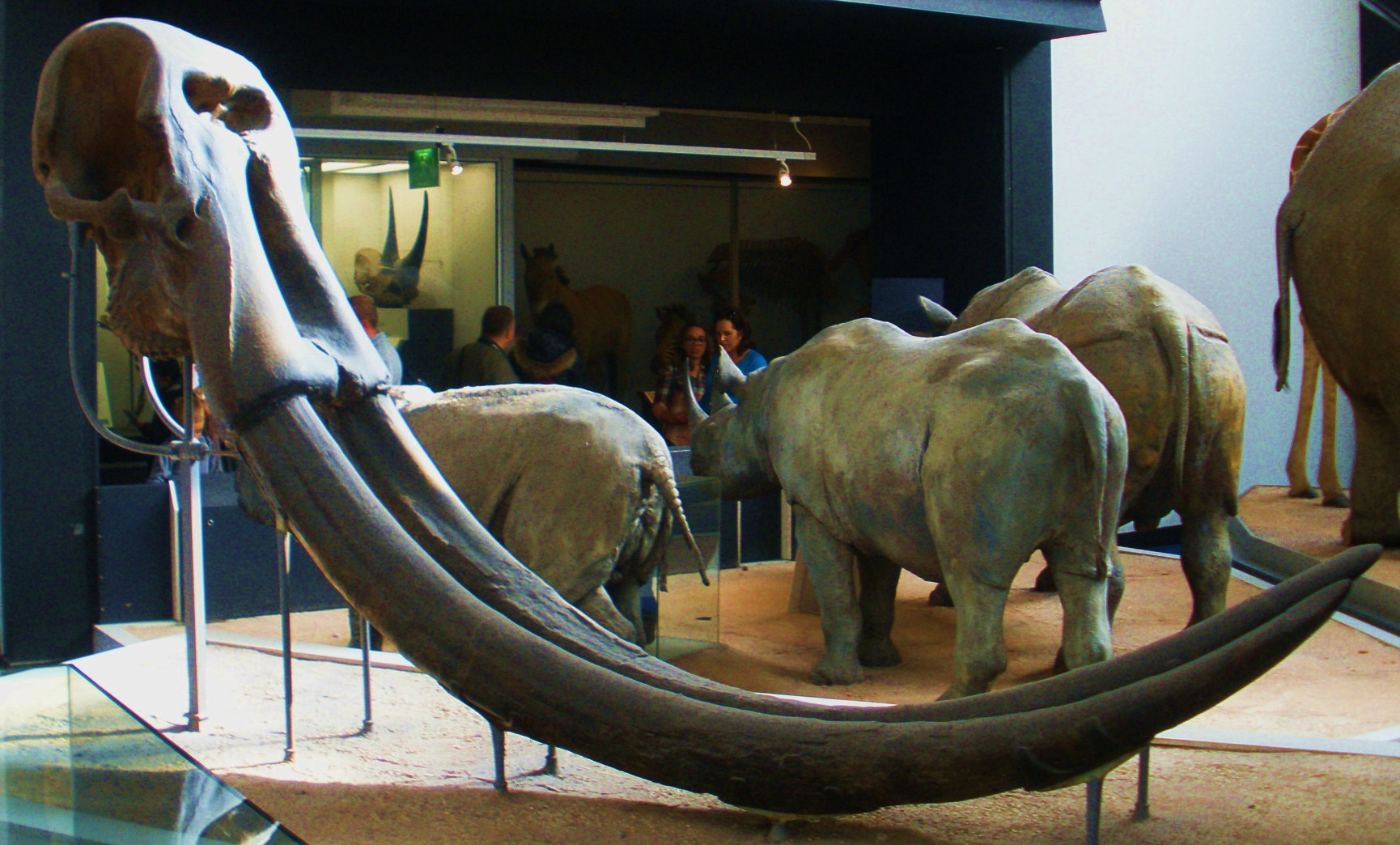
Maxilar cu perechea de fildeși